# Episodi di Webster (terza stagione)
La terza stagione della serie televisiva Webster è stata trasmessa in anteprima negli Stati Uniti d'America dalla ABC tra il 20 settembre 1985 e il 2 maggio 1986 ad esclusione degli episodi 3x26, 3x27, 3x28 e 3x29 che sono stati trasmessi negli anni successivi.
| nº | Titolo originale               | Titolo italiano | Prima TV USA      | Prima TV Italia |
| -- | ------------------------------ | --------------- | ----------------- | --------------- |
| 1  | How the west was once (Part 1) |                 | 20 settembre 1985 |                 |
| 2  | How the west was once (Part 2) |                 | 20 settembre 1985 |                 |
| 3  | And baby makes breakfast       |                 | 27 settembre 1985 |                 |
| 4  | Big problems                   |                 | 4 ottobre 1985    |                 |
| 5  | Alien                          |                 | 11 ottobre 1985   |                 |
| 6  | Parent trap                    |                 | 18 ottobre 1985   |                 |
| 7  | Good grief                     |                 | 25 ottobre 1985   |                 |
| 8  | One more shot                  |                 | 1º novembre 1985  |                 |
| 9  | Great expectations (Part 1)    |                 | 8 novembre 1985   |                 |
| 10 | Great expectations (Part 2)    |                 | 15 novembre 1985  |                 |
| 11 | Who's to blame?                |                 | 22 novembre 1985  |                 |
| 12 | Chained                        |                 | 29 novembre 1985  |                 |
| 13 | The triangle                   |                 | 6 dicembre 1985   |                 |
| 14 | The truth hurts                |                 | 13 dicembre 1985  |                 |
| 15 | Hello, I must be going         |                 | 10 gennaio 1986   |                 |
| 16 | That's rich                    |                 | 17 gennaio 1986   |                 |
| 17 | TV or not TV                   |                 | 24 gennaio 1986   |                 |
| 18 | Borrowed time                  |                 | 31 gennaio 1986   |                 |
| 19 | A friend in need               |                 | 7 febbraio 1986   |                 |
| 20 | Love Papadapolis style         |                 | 14 febbraio 1986  |                 |
| 21 | Almost home                    |                 | 21 febbraio 1986  |                 |
| 22 | Farewell to arms               |                 | 7 marzo 1986      |                 |
| 23 | There goes the bride           |                 | 14 marzo 1986     |                 |
| 24 | Gotcha                         |                 | 28 marzo 1986     |                 |
| 25 | My family's honor              |                 | 2 maggio 1986     |                 |
| 26 | Special delivery               |                 | 4 gennaio 1987    |                 |
| 27 | The cuckoo's nest              |                 | 24 gennaio 1988   |                 |
| 28 | Rear view mirror (Part 1)      |                 | 30 marzo 1987     |                 |
| 29 | Rear view mirror (Part 2)      |                 | 31 marzo 1987     |                 |